# Comuna Țepu, Galați
Țepu este o comună în județul Galați, Moldova, România, formată din satele Țepu (reședința) și Țepu de Sus.
Conform recensământului din 2011, comuna Țepu are o populație de 2399 de locuitori.

## Instituții publice

### Învățământ
Comuna are două școli: Școala „Tudor Pamfile” cu clasele I-VIII și o școală cu clasele I-IV (simultane) în Țepu de Sus.

## Demografie
Componența etnică a comunei Țepu
     Români (96,16%)
     Alte etnii (0%)
     Necunoscută (3,84%)
Componența confesională a comunei Țepu
     Ortodocși (95,34%)
     Alte religii (0,59%)
     Necunoscută (4,07%)
Conform recensământului efectuat în 2021, populația comunei Țepu se ridică la 2.189 de locuitori, în scădere față de recensământul anterior din 2011, când fuseseră înregistrați 2.399 de locuitori. Majoritatea locuitorilor sunt români (96,16%), iar pentru 3,84% nu se cunoaște apartenența etnică. Din punct de vedere confesional, majoritatea locuitorilor sunt ortodocși (95,34%), iar pentru 4,07% nu se cunoaște apartenența confesională.

## Politică și administrație
Comuna Țepu este administrată de un primar și un consiliu local compus din 11 consilieri. Primarul, Călin Rugină[*], de la Partidul Social Democrat, este în funcție din 2016. Începând cu alegerile locale din 2024, consiliul local are următoarea componență pe partide politice:
|  | Partid                          | Consilieri | Componența Consiliului | Componența Consiliului | Componența Consiliului | Componența Consiliului | Componența Consiliului |
|  | ------------------------------- | ---------- | ---------------------- | ---------------------- | ---------------------- | ---------------------- | ---------------------- |
|  | Partidul Social Democrat        | 5          |                        |                        |                        |                        |                        |
|  | Partidul Puterii Umaniste       | 4          |                        |                        |                        |                        |                        |
|  | Partidul Național Liberal       | 1          |                        |                        |                        |                        |                        |
|  | Alianța pentru Unirea Românilor | 1          |                        |                        |                        |                        |                        |

## Personalități
- Tudor Pamfile (1883 – 1923), scriitor român